# La Mañana (Formosa)
La Mañana es un periódico matutino editado en la Ciudad de Formosa, Formosa, Argentina. Fue editado por primera vez el 7 de septiembre de 1961, bajo la dirección del Sr. Enrique Hermenegildo Read, quien lo dirigió hasta su muerte, en enero de 1996.
Desde ese año, la dirección recayó en manos de Enrique Read (h) que adquirió la publicación desde un linaje familiar. En el 2011 fallece, quedando el matutino en manos de su esposa, la Dra. Claudia Bogado. 
Actualmente, la Dra. Claudia Bogado se desempeña como directora y presidente del periódico. Su hija, la Dra. Barbara Read ocupa el cargo de editora jefe del diario. 
"La Mañana" se convirtió en el periódico con mayor tirada de la provincia luego de la desaparición del diario Tribuna. Su formato es tabloide y está controlado por la Editorial La Mañana.
Cuenta también con una edición digital actualizada con las noticias del día, además notas seleccionadas de la edición impresa y secciones dedicadas a la música, la cocina, los deportes, la opinión pública, un espacio para impulsar la educación en los niños, entre otros.
En el año 2011, cumplió 50 años de vida institucional. Las autoridades del periódico decidieron llamar a concurso para la elección de un logotipo que caracterice tan importante momento; así como también organizaron eventos y sorteos con importantes premios para los lectores. Finalmente, al cierre de ese año, lanzaron un "libro de oro" especial que contenía los sucesos más importantes de la Provincia en ese medio siglo.
A partir del año 2021, se estableció un nuevo logotipo y un nuevo eslogan, con la intención de modernizar la imagen de la empresa, como parte de las celebraciones por el 60 aniversario.